# Satz von Silver
Der Satz von Silver, benannt nach Jack Silver, ist ein Satz aus der Mengenlehre, der sich mit möglichen Verallgemeinerungen der Kontinuumshypothese befasst.
Die verallgemeinerte Kontinuumshypothese ist von den üblichen Axiomen der Mengenlehre, das heißt von ZFC, unabhängig, man kann sie also dort weder beweisen noch widerlegen.
Der hier zu besprechende Satz liefert eine Einschränkung für die Ungültigkeit der verallgemeinerten Kontinuumshypothese; er besagt, dass die kleinste Kardinalzahl, für die die verallgemeinerte Kontinuumshypothese falsch ist, keine singuläre Kardinalzahl mit überabzählbarer Konfinalität sein kann. Dieses Resultat war überraschend, Silver selbst schreibt:
This result is contrary to the previous expectations of nearly all set-theorists, including myself. (deutsch: Dieses Ergebnis widerspricht den früheren Erwartungen fast aller Mengentheoretiker, einschließlich meiner selbst.)
Die Beweismethoden führen auch zu einem Satz über die singuläre-Kardinalzahlen-Hypothese, der ebenfalls als Satz von Silver bekannt ist.

## Formulierung
Die verallgemeinerte Kontinuumshypothese besagt, dass {\displaystyle 2^{\kappa }=\kappa ^{+}} für alle unendlichen Kardinalzahlen {\displaystyle \kappa } gilt. Dabei ist {\displaystyle 2^{\kappa }} die Kardinalität der Potenzmenge einer Menge der Kardinalität {\displaystyle \kappa } und {\displaystyle \kappa ^{+}} die Nachfolgerkardinalzahl von {\displaystyle \kappa }. Der folgende Satz sagt, dass die Eigenschaft {\displaystyle 2^{\kappa }=\kappa ^{+}} für gewisse Kardinalzahlen erhalten bleibt, wenn sie bereits für alle kleineren gilt.
Satz von Silver: Ist {\displaystyle \kappa } eine singuläre Kardinalzahl mit {\displaystyle \operatorname {cf} \kappa >\aleph _{0}} und gilt {\displaystyle 2^{\lambda }=\lambda ^{+}} für alle unendlichen Kardinalzahlen {\displaystyle \lambda <\kappa }, so gilt auch {\displaystyle 2^{\kappa }=\kappa ^{+}}.
Dabei ist {\displaystyle \operatorname {cf} \kappa } die Kofinalität von {\displaystyle \kappa } und {\displaystyle \aleph _{0}} die erste unendliche Kardinalzahl.
Die singuläre-Kardinalzahlen-Hypothese sagt, dass {\displaystyle \kappa ^{\operatorname {cf} \kappa }=\kappa ^{+}} (siehe auch Gimel-Funktion) für singuläre Kardinalzahlen {\displaystyle \kappa } mit {\displaystyle 2^{\operatorname {cf} \kappa }<\kappa } gilt.
Sie ist ebenfalls unabhängig von ZFC und sie folgt aus der verallgemeinerten Kontinuumshypothese, ist also schwächer als diese. Für die singuläre-Kardinalzahlen-Hypothese gilt der folgende Satz:
Satz von Silver:  Die Singuläre-Kardinalzahlen-Hypothese gilt bereits dann, wenn sie für alle singulären Kardinalzahlen mit abzählbarer Kofinalität gilt.

## Zum Beweis
Beide Sätze verwenden ein Lemma über die Fortsetzung der Eigenschaft {\displaystyle \kappa ^{\operatorname {cf} \kappa }=\kappa ^{+}} in dem Sinne, dass wenn diese Gleichung für hinreichend viele kleinere Kardinalzahlen als {\displaystyle \kappa } gilt, dann gilt sie auch für {\displaystyle \kappa }. Genauer wird folgende technische Aussage bewiesen:
Es seien {\displaystyle \kappa } eine singuläre Kardinalzahl mit {\displaystyle \operatorname {cf} \kappa >\aleph _{0}} und   {\displaystyle (\kappa _{\alpha })_{\alpha <\operatorname {cf} \kappa }} eine mit Ordinalzahlen indizierte aufsteigende Folge von Kardinalzahlen, so dass gilt
1. {\displaystyle \lambda ^{\operatorname {cf} \kappa }<\kappa } für alle {\displaystyle \lambda <\kappa }
2. {\displaystyle \textstyle \lim _{\alpha <\operatorname {cf} \kappa }\kappa _{\alpha }=\kappa } (das ist äquivalent zu {\displaystyle \textstyle \sup _{\alpha <\operatorname {cf} \kappa }\kappa _{\alpha }=\kappa })
3. {\displaystyle \textstyle \sup _{\alpha <\beta }\kappa _{\alpha }=\kappa _{\beta }} für alle Limes-Ordinalzahlen {\displaystyle \beta <\operatorname {cf} \kappa } (solche Folgen heißen normal)
4. Die Menge {\displaystyle \{\alpha <\operatorname {cf} \kappa ;\kappa _{\alpha }^{\operatorname {cf} \kappa _{\alpha }}=\kappa _{\alpha }^{+}\}} ist stationär in {\displaystyle \operatorname {cf} \kappa }

Dann gilt {\displaystyle \kappa ^{\operatorname {cf} \kappa }=\kappa ^{+}}.
Auf den Beweis dieses Lemmas verzichten wir, aber es soll kurz erläutert werden, wie sich daraus der Satz von Silver über die Kontinuumshypothese ergibt:
Es sei also {\displaystyle \kappa } eine singuläre Kardinalzahl mit {\displaystyle \operatorname {cf} \kappa >\aleph _{0}} und es gelte {\displaystyle 2^{\lambda }=\lambda ^{+}} für alle Kardinalzahlen {\displaystyle \lambda <\kappa }. Zur Anwendung obigen Lemmas wählen wir eine beliebige normale Folge {\displaystyle (\kappa _{\alpha })_{\alpha <\operatorname {cf} \kappa }} mit Limes {\displaystyle \kappa }, die es nach Definition der Kofinalität gibt, und überprüfen der Reihe nach die Voraussetzungen des Lemmas.
Zu 1. beachte, dass {\displaystyle \lambda <\lambda ^{\operatorname {cf} \lambda }\leq \lambda ^{\lambda }=2^{\lambda }=\lambda ^{+}} für alle {\displaystyle \lambda <\kappa }, wobei der Reihe der Satz von König, Monotonie-Eigenschaften der Potenz von Kardinalzahlen, Kardinalzahlarithmetik und die vorausgesetzte Kontinuumshypothese für alle kleineren Kardinalzahlen verwendet wurden. Aus dieser Ungleichungskette ergibt sich {\displaystyle \lambda ^{\operatorname {cf} \lambda }=\lambda ^{+}} für alle Kardinalzahlen {\displaystyle \lambda <\kappa }. Dann gilt auch {\displaystyle \lambda ^{\operatorname {cf} \kappa }<\kappa } für alle {\displaystyle \lambda <\kappa }, denn die Potenz kann wegen der vorausgesetzten Kontinuumshypothese für alle Kardinalzahlen {\displaystyle <\kappa } höchstens gleich {\displaystyle \max\{\lambda ,\operatorname {cf} \kappa \}^{+}\leq \kappa } sein, aber Gleichheit kann nicht gelten, da {\displaystyle \kappa } als singuläre Kardinalzahl keine Nachfolgerkardinalzahl ist.
Die Voraussetzungen 2. und 3. gelten nach Wahl der normalen Folge {\displaystyle (\kappa _{\alpha })_{\alpha <\operatorname {cf} \kappa }}.
Zu 4. beachte, dass im Nachweis von 1. die Gleichung {\displaystyle \lambda ^{\operatorname {cf} \lambda }=\lambda ^{+}} für alle Kardinalzahlen {\displaystyle \lambda <\kappa } festgestellt wurde. Daher gilt {\displaystyle \{\alpha <\operatorname {cf} \kappa ;\kappa _{\alpha }^{\operatorname {cf} \kappa _{\alpha }}=\kappa _{\alpha }^{+}\}\supset \{\lambda ;\lambda <\operatorname {cf} \kappa \}}, woraus sich die Stationarität in  {\displaystyle \operatorname {cf} \kappa } ergibt.
Damit sind alle Voraussetzungen des Lemmas erfüllt, und es folgt {\displaystyle \kappa ^{\operatorname {cf} \kappa }=\kappa ^{+}}.
Da {\displaystyle \kappa } als singuläre Kardinalzahl eine Limes-Kardinalzahl ist, gilt {\displaystyle 2^{\kappa }=(2^{<\kappa })^{\operatorname {cf} \kappa }} (siehe Kardinalzahlarithmetik) und wegen der Voraussetzung über {\displaystyle \kappa } ist {\displaystyle \textstyle 2^{<\kappa }:=\sup _{\lambda <\kappa }2^{\lambda }=\sup _{\lambda <\kappa }\lambda ^{+}=\kappa }, insgesamt also {\displaystyle 2^{\kappa }=\kappa ^{\operatorname {cf} \kappa }=\kappa ^{+}}, was den Beweis beendet.